# 582 Олімпія
582 Олімпія (582 Olympia) — астероїд головного поясу, відкритий 23 січня 1906 року Августом Копфом у Гейдельберзі.
Тіссеранів параметр щодо Юпітера — 3,189.